# Giulietta Gordigiani

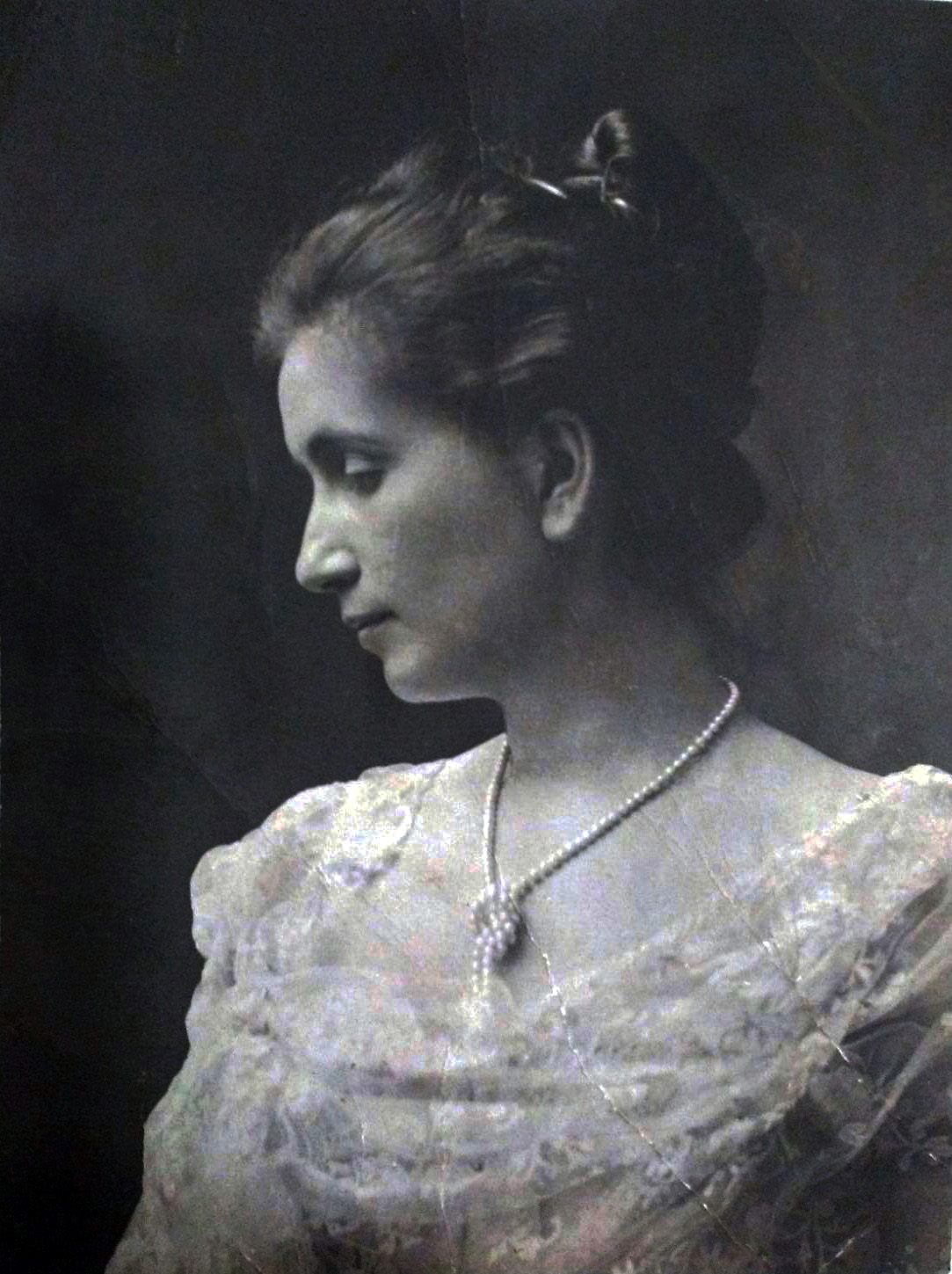
Giulietta Gordigiani

Giulietta Gordigiani (Florencia, 15 de mayo de 1871 - Florencia, 27 de febrero de 1957) fue una cantante y pianista italiana. Heredera de la cultura artística florentina, creció en un ambiente bien estante que le permitió cultivar las bellas artes y en especial la que fue su gran pasión: la música. 

## Orígenes familiares y juventud
Nació en el seno de una familia de clara vocación artística, cosmopolita e internacional. Su bisabuelo, Antonio Gordigiani (1761-1820), fue un importante cantante de ópera que triunfó en Venecia interpretando diferentes roles en las óperas de Giuseppe Gazzaniga, Nicola Antonio Zingarelli y Sebastiano Nasolini. Antonio cantaba a menudo en compañía de su esposa, Sofía Ducloître, de origen corso. En 1811, durante un concierto privado al que asistió Napoleón I, fue nombrado cantante de cámara del emperador y se trasladó a vivir a París hasta 1815. El matrimonio formado Antonio y Sofía tuvo varios hijos, uno de los cuales fue Luigi Gordigiani (1806-1860), el abuelo de Giulietta, que fue cantante, pianista y compositor. Giovanni Battista, el hermano de Luigi, desarrolló asimismo una carrera como barítono, compositor y profesor y actuó en varios escenarios italianos. Luigi Gordigiani consiguió un gran éxito y reconocimiento que le llevaron a ser conocido como el “Schubert italiano”.
Su padre, Michele Gordigiani (1835-1909) fue un importante pintor y retratista de fama internacional, muy apreciado por las casas reales de la época y su madre, Gabriella Coujère (1839-1917), de padre francés y madre rusa, se dedició a la literatura, la teosofía y el ocultismo, frecuentando los círculos filosóficos florentinos y colaborando en la fundación de la Biblioteca Teosófica de Florencia. 
Dotada de notables cualidades artísticas, Giulietta destacó, desde el inicio de su formación musical, como cantante y pianista. Durante su juventud frecuentó el mundo intelectual florentino de finales del siglo XIX, en el que destacó por su voz de oro y su talento al piano. En 1895 conoció a Gabriele D’Annunzio, quien la retrató en su novela "Il Fuoco" en la figura de Donatella Arvale, una joven y bella cantante. Giulietta entabló amistad también con Eleonora Duse, que se había instalado en Florencia en 1888. Eleonora Duse ayudó a Giulietta para que pudiera debutar en París y emanciparse de los lazos familiares
Su debut en París en 1896 y los conciertos que realizó posteriormente en Berlín, San Petersburgo y Moscú dejaban entrever una carrera musical que prometía ser exitosa y de la cual la joven Giulietta se sentía muy orgullosa. Un futuro profesional que interrumpió en 1899 para casarse con el banquero berlinés Robert von Mendelssohn (1857-1917), descendiente de Moses Mendelssohn y miembro de la famosa dinastía berlinesa de banqueros, artistas y académicos vinculada a los más altos niveles de la sociedad prusiana y músico aficionado. 

## Vida en Berlín
El 12 de enero de 1900 nació en Berlín Eleonora von Mendelssohn, a quien Giulietta llamaba cariñosamente la “Musa de la Música” y que recibió el nombre en honor de la Duse (su madrina de bautizo). El 6 de septiembre de 1901 nació Francesco von Mendelssohn y el 15 de septiembre de 1903, Angelica von Mendelssohn.
En Berlín, Giulietta continuó tocando en compañía de músicos de renombre internacional, en conciertos y recitales, en compañía de su marido, de Joseph Joachim y de todos los músicos y personalidades aficionadas a la música que frecuentaban su casa, como los violinistas Eugène Ysaÿe, Carl Flesch y Karl Klinger; los pianistas Arthur Rubinstein, Arthur Schnabel, Edwin Fischer y Bruno Eisner, los violonchelistas Pau Casals o Yehudi Menuhin o personalidades de la ciencia como Max Planck, excelente pianista, o de Albert Einstein, violinista aficionado. Otros amigos y asiduos a su exclusivo salón berlinés eran destacados políticos, hombres de negocios, diplomáticos y representantes de la Europa de antes de la guerra, como el Káiser de Alemania y Rey de Prusia Guillermo II, el ministro de Exteriores de la República de Weimar, Walter Rathenau ó el político y embajador alemán Bernhard von Bülow. Además de artistas como Isadora Duncan y Gordon Craig o personajes influyentes como Maria von Thurn und Taxis, Rainer Maria Rilke, Hugo von Hofmannsthal y Gerhart Hauptmann. 
Durante los años de la Primera Guerra Mundial, la enfermedad de Robert von Mendelssohn empeoró y el 20 de agosto de 1917 falleció en Berlín. 

## Regreso a Italia
En agosto de 1919 Giulietta regresó a Italia con su hija Angelica y retomó la actividad musical como pianista. En 1923 inició una relación con el violonchelista catalán Gaspar Cassadó, al que conoció gracias a su hijo Francesco von Mendelssohn y con el que vivió en Florencia durante más de treinta años. Grandes virtuosos, Giulietta y Gaspar iniciaron una estrecha colaboración artística y crearon un dúo de violonchelo y piano con el que recorrieron los escenarios de varios países europeos durante más de una década. El dúo Cassadó von Mendelssohn-Gordigiani cosechó siempre un gran éxito, recogiendo el elogio del público y la admiración de la crítica. En 1925 se exhibieron en Florencia, Roma, Viena, Londres y Nápoles y en septiembre estrenaron juntos, en el Teatro de la Fenice de Venecia, la Sonata per piano e violoncelo de Cassadó. En 1926, el dúo tocó en Viena y posteriormente Gaspar Cassadó pasó una temporada en Londres donde le sorprendió la muerte de su padre y donde compuso la obra Rapsodia catalana. En otoño de 1926 hicieron una gira por Cataluña, actuando en el Teatro Principal de Olot (Girona) y en el Palau de la Música Catalana de Barcelona y finalizaron el año en Viena. En 1927, actuaron en París, Florencia y  Alemania y al año siguiente en París, Montecarlo, Viena y Berlín. En esta última ciudad, Gaspar Cassadó dio un concierto con la Orquesta Filarmónica de Berlín dirigida por Wilhelm Furtwängler en homenaje al 100 aniversario de la muerte de Franz Schubert, interpretando su adaptación de la Sonata Arpeggione para violonchelo y orquesta. 
A principios de 1929, Giulietta y Gaspar actuaron en Trieste, Florencia, Marsella y Londres, y en octubre regresaron a Berlín y el año siguiente se fueron de gira por Roma, Frankfurt, París y Viena. A partir de 1931 la frecuencia de sus conciertos empezó a disminuir, ya que Gaspar Cassadó inició una gira en solitario por Europa. En 1932 vuelven a tocar juntos en Florencia, Londres, Viena y Barcelona y, en 1933, en Argel. 
A partir de 1933, momento en que los nazis llegaron al poder en Alemania, los acontecimientos de la vida de Giulietta se vieron condicionados por el hecho de ser la viuda de Robert von Mendelssohn y propietaria de unos bienes de sumo interés para las más altas esferas y autoridades nazis en el territorio del Reich; como valiosos inmuebles, una parte del banco Mendelssohn & Co. y una inestimable colección de cuadros, entre los que destacaba, como objeto de especial deseo, el retrato de Hendrickje Stoffels de Rembrandt van Rijn. Una pintura que Hitler adquirió para su colección personal y que los Monument Men encontraron en las minas de sal de Altaussee al final de la Segunda Guerra Mundial.
En los años 50, sus hijos Eleonora y Francesco von Mendelssohn solicitaron la restitución del retrato de Hendrickje Stoffels, pero la sentencia judicial les fue desfavorable y el cuadro pasó a manos del estado alemán. Después de unos años expuesta en Múnich, la pintura fue cedida al Städel Museum de Frankfurt donde, en 1969, se descartó la posibilidad de que se tratara de un trabajo autógrafo de Rembrandt. Tras décadas de olvido, la pintura fue rescatada a principios del siglo XXI del almacén del museo y expuesta en la sala de antiguos maestros, con dudas sobre su atribución. Tras la muerte de Eleonora von Mendelssohn en 1951, Francesco pidió la restitución de los cuadros del resto de la colección familiar en manos de los museos públicos vieneses. 
Giulietta pasó los últimos años de su vida en su villa de Striano y murió en Florencia la noche del 27 de febrero de 1957 acompañada por sus familiares y amigos y de Gaspar Cassadó que, profundamente emocionado, tocó para ella durante toda la noche.